# Шалкія
Шалкія́ (каз. Шалқия) — селище у складі Жанакорганського району Кизилординської області Казахстану. Адміністративний центр Шалкинського сільського округу.
У радянські часи селище мало статус смт, до 2008 року — селище.
Населення — 1765 осіб (2021; 1926 у 2009, 1824 у 1999, 2111 у 1989).
Селище було засноване на місці родовища поліметалічних руд (свинець, цинк), згодом перенесене на 5 км на південний схід, ближче до села Куттикожа. 2008 року видобуток руд припинився, а комбінат законсервований. Однак до 2015 року планується відбудова нового заводу та підприємства з виробництва сірчаної кислоти. Зараз у селі працюють підприємства з виробництва будівельних матеріалів.